# Čatež, Trebnje
Čatež este o localitate din comuna Trebnje, Slovenia, cu o populație de 109 locuitori.